# Ilancueitl
Ilancueitl, född okänt år, död 1347, var aztekisk tlatoani eller härskare 1299-1347. Hennes namn på nahuatl betyder åldringskjol. Det är osäkert om detta var en eller flera personer.